# Huanling Jingyingsuo (bondby i Kina, Heilongjiang Sheng, lat 47,68, long 129,01)
Huanling Jingyingsuo (kinesiska: 缓岭经营所) är en bondby i Kina. Den ligger i provinsen Heilongjiang, i den nordöstra delen av landet, omkring 280 kilometer nordost om provinshuvudstaden Harbin. Antalet invånare är 575. Befolkningen består av 262 kvinnor och 313 män. Barn under 15 år utgör 3,0 %, vuxna 15-64 år 78 %, och äldre över 65 år 18,0 %.
Runt Huanling Jingyingsuo är det ganska glesbefolkat, med 40 invånare per kvadratkilometer. Närmaste större samhälle är Yichun, 10,7 km väster om Huanling Jingyingsuo. I omgivningarna runt Huanling Jingyingsuo växer i huvudsak blandskog.
Genomsnittlig årsnederbörd är 1 034 millimeter. Den regnigaste månaden är juli, med i genomsnitt 240 mm nederbörd, och den torraste är januari, med 10 mm nederbörd.